# Crépol
Crépol [kʁepɔl] ist eine französische Gemeinde mit 527 Einwohnern (Stand: 1. Januar 2022) im Département Drôme in der Region Auvergne-Rhône-Alpes (vor 2016 Rhône-Alpes); sie gehört zum Arrondissement Valence und zum Kanton Drôme des collines. Die Einwohner werden Crépolois genannt.

## Geographie
Crépol liegt etwa 28 Kilometer nordöstlich von Valence an der Herbasse. Umgeben wird Crépol von den Nachbargemeinden Montchenu im Westen und Norden, Saint-Christophe-et-le-Laris im Norden und Nordosten, Valherbasse im Nordosten, Saint-Laurent-d’Onay im Osten, Le Chalon im Südosten und Süden, Arthémonay im Süden, Margès im Südwesten sowie Charmes-sur-l’Herbasse im Südwesten und Westen.

## Bevölkerungsentwicklung
| Jahr                       | 1911 | 1962 | 1968 | 1975 | 1982 | 1990 | 1999 | 2006 | 2019 |
| -------------------------- | ---- | ---- | ---- | ---- | ---- | ---- | ---- | ---- | ---- |
| Einwohner                  | 659  | 421  | 430  | 341  | 374  | 424  | 470  | 473  | 542  |
| Quellen: Cassini und INSEE |      |      |      |      |      |      |      |      |      |

## Sehenswürdigkeiten

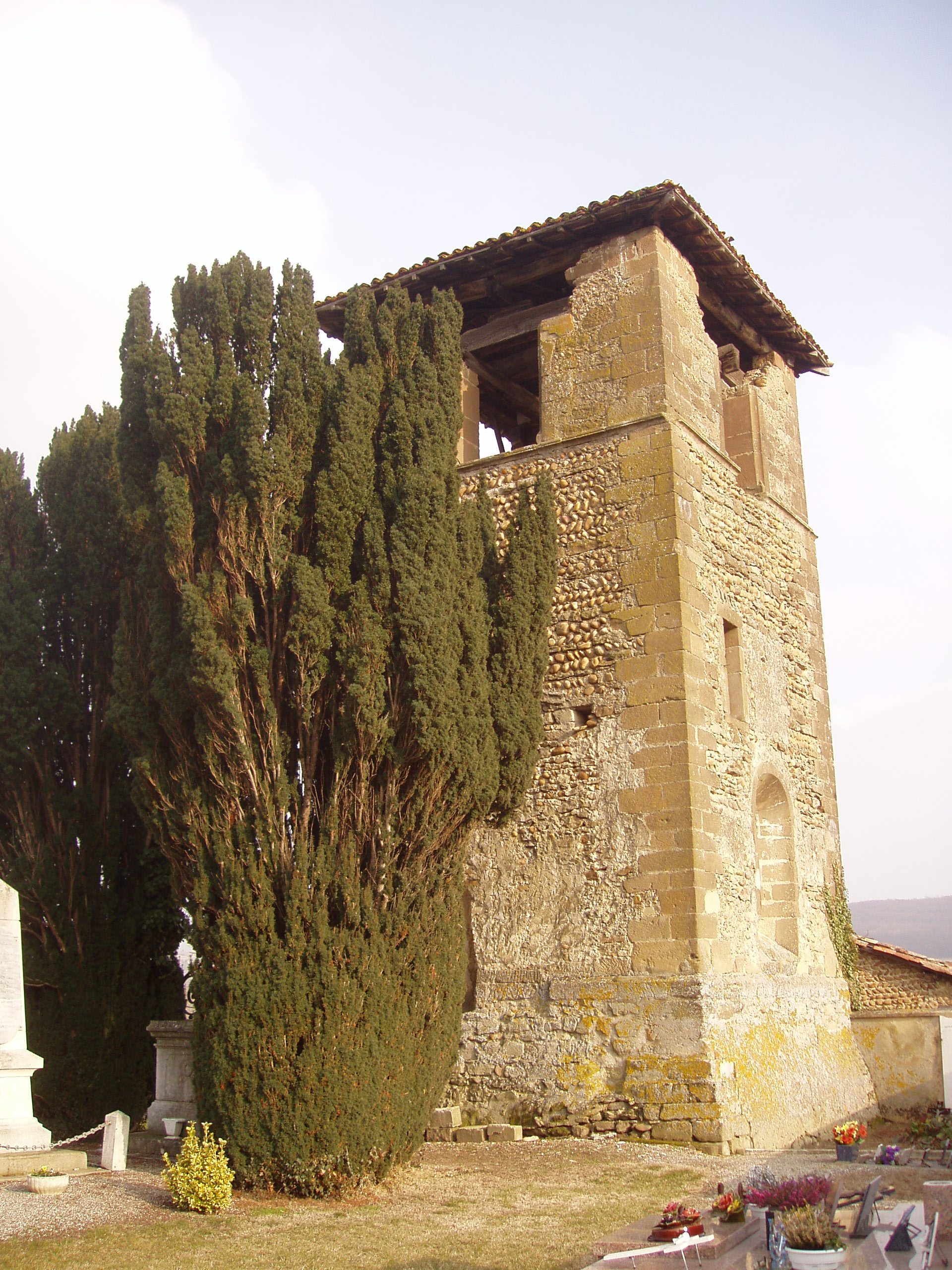
Glockenturm der früheren Kirche Saint-Étienne

- Kirche Saint-Étienne aus dem Jahr 1889
- Glockenturm „Tour du cimetière“ der früheren Kirche Saint-Étienne, seit 1956 Monument historique
- Jagdschloss von 1619. Die ursprüngliche Burg (heute Ruine) war Sitz der Herrschaft Crépol, die den Herren von Clermont gehörte. 1203 wurde sie dem Erzbischof von Vienne zu Lehen aufgetragen. Um 1700 verkauften die Markgrafen von Clermont-Chaste die Herrschaft an Joachim de Mistral. Dessen einzige Tochter brachte sie durch Heirat an die Familie Emé de Marcieu, die letzten Grundherren.
- Kapelle Saint-Roch